# ولکان جومای
ولکان جومای (به اسپانیایی: Volcán Jumay) یک کوه در گواتمالا است. ولکان جومای ۲٬۱۷۶ متر بالاتر از سطح دریا واقع شده‌است.